# Wallisöarna

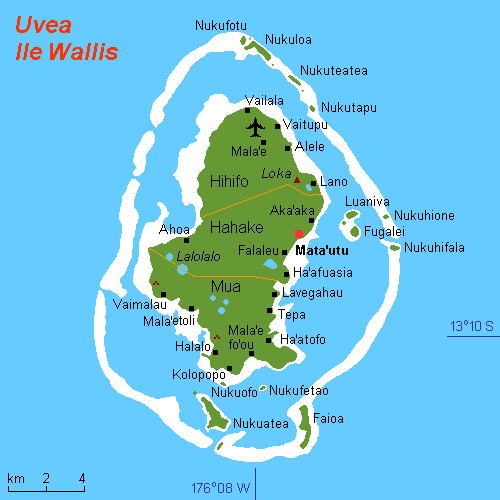
Wallisöarna

Wallisöarna (franska Îles Wallis) är en ögrupp i det franska territoriet Wallis- och Futunaöarna i sydvästra Stilla havet.

## Geografi
Wallisöarna ligger ca 350 km väster om Samoa, ca 300 km sydöst om Tuvalu och ca 600 km norr om Fiji. Ögruppen utgör den nordöstra delen av Wallis- och Futunaöarna och tillhör geografiskt Polynesien.
Området ha en area på ca 160 2 och omges av ett korallrev med en lagun på ca 64 2. Den högsta höjden är Mont Lulu på ca 151 m ö.h. och ögruppen omfattar ett 20-tal öar där de större är:
- Uvea / Île Wallis (Wallisön), huvudön, ca 96 km²
- i den södra lagunen: Île Nukuatea och Île Faioa
- i den östra lagunen: Île Nukuhifala, Île Fugalei, Île Luaniva, Île Nukutapu och Île Nukuloa

Befolkningen uppgår till ca 10 000 invånare (1).
Ögruppen är av vulkaniskt ursprung och i de gamla kratrarna bildades insjöar. Huvudön är främst täckt av skog. Regntiden sträcker sig från november till april. Luftfuktigheten ligger under största delen av året vid 80 procent.

## Historia
Området har varit bebodd av polynesier sedan 800-talet och är historiskt uppdelad i tre kungadömen. På Uveaön grundades ʻUveariket i början på 1400-talet. Den lokale monarken ("Tui 'Uvea" eller "Hau") regerar än idag även om denne som övriga monarker i världen har begränsad makt.
Uvea upptäcktes den 16 augusti 1767 av brittiske Samuel Wallis (2). 1837 kom franska missionärer till området och konverterade ursprungsbefolkningen till katolicismen. Efter ett uppror bad missionärerna om franskt beskydd 1842 och området utropades till franskt protektorat av franske kapten Mallet vilket dock då ej erkändes av Frankrike. Först den 5 april 1887 gjordes Uvea till franskt protektorat under förvaltning från Nya Kaledonien.
1924 blev området en egen koloni och omvandlades sedan den 29 juli 1961 till ett "Territorié d'outre-mer" med viss autonomi och erhöll den 28 mars 2003 slutligen status som franskt "Collectivité d'outre-mer".